# Sarcophaga booersiana
Sarcophaga booersiana är en tvåvingeart som beskrevs av Engel 1925. Sarcophaga booersiana ingår i släktet Sarcophaga och familjen köttflugor. Inga underarter finns listade i Catalogue of Life.